# Josep Roca i Bros
Josep Roca i Bros (Abrera, Barcelona, 1815 - Figueras, Gerona, 1877) fue un destacado arquitecto neoclásico que desarrolló la mayor parte de su actividad en la ciudad de Figueras.

## Biografía
Nacido en la masía Can Bros Vell en el seno de una familia de campesinos acomodados, estudió con José Nató en la Academia de Nobles Artes de Girona. Fue nombrado arquitecto municipal de Figueras y Correspondiente de la Academia de San Fernando. Desde 1840 y hasta hacia el 1865 su obra tuvo una importancia decisiva en la urbanización y la arquitectura de la ciudad de Figueras. Roca i Bros se mantuvo básicamente fiel a los esquemas del neoclasicismo e introdujo elementos ornamentales muy desarrollados después por la arquitectura isabelina, especialmente balaustres, ménsulas o guirnaldas, a menudo en tierra cocida, realizados por Ollers de Figueras, Cuarto y La Bisbal del Ampurdán.
El Teatro Principal de Figueras, la mejor obra de Roca i Bros (1848 - 1850), cerca de la iglesia, en el solar del antiguo cementerio , con dos fachadas de tres cuerpos con elegante estructuración de cornisas y pilastras jónicas, estatuas exentas y decoración en tierra cocida, era un teatro a la italiana, con sala, proscenio y escenario, platea con planta de herradura y palcos laterales. En el Liceo Figuerense se creó una escuela de canto, declamación y danza. En 1939 fue destruido el telón de boca, el decorado del techo (obra del pintor francés Félix Cage) y el mobiliario, y todo el conjunto quedó muy dañado. En 1968 fue convertido en el Teatro-Museo Dalí, dejando los espacios interiores muy esquemáticos, y cubriendo el escenario con una cúpula reticulada de vidrio.
Otras obras interesantes de Roca i Bros, además de la iglesia de la Divina Providencia (1852), derribada en 1973 (pertenecía al convento de las monjas de Santa Clara, en la calle Santa Llogaia), los trazados de la Plaza Triangular y del Paseo Nuevo (en la carretera de Avinyonet) y de otras propuestas urbanísticas, militares o de una prisión moderna que no se realizó (proyecto del [[1854] ]), fueron algunas casas plurifamiliares como la Casa Romaguera (1852), en la calle de la Jonquera, cerca de la casa de la ciudad, aislada, una de las más bellas obras del arquitecto con los temas neoclásicos preisabelinos tratados con una gran elegancia, la Casa Fages, al final de la Rambla, también del 1852, la Casa Puig, en la calle de Peralada (1855); la Casa Oriol (1859) ; la Casa Buses y la Casa Rodeja, ambas del 1862, la Casa Poli y desea, la casa del Café del Progreso y la Casa Bonaterra, en la Rambla, y la Casa Alegret, del Carrer Nou, todas del [ [1864]], o los edificios industriales de la fábrica de abonos Pujol y la fábrica del Carrer Nou (ambas del 1855). También colaboró con Ildefonso Cerdá en la construcción de la carretera de Sarriá de Ter en Besalú (1846) y con el maestro de obras Tomás Arnau en las casas de las calles del Progreso y de la Industria (1860).
Estos años de vida activa en Figueras (1848 - 1865),Roca i Bros fundó la Academia de Arquitectura Neoclásica y a su alrededor se formaron una serie de maestros de obras continuadores de su tarea, como Joan Papell i Llenas, Alejandro Comalat, Luis Alcalá, Josep Cordomí y, desde 1870, el destacado Francesc Puig i Sagués.
También poseyó tierras en el Empordà, creó varias empresas industriales y traficó con créditos de guerra.
La biblioteca de Abrera, su ciudad natal, lleva su nombre.